# Frederico Ritter
Frederico Augusto Ritter (São Lourenço do Sul, 21 de setembro de 1879 – 17 de junho de 1951), foi um cervejeiro, doceiro e empresário brasileiro.
Descendente de terceira geração de imigrantes alemães, começou a trabalhar jovem, na cervejaria do pai, a Cervejaria H. Ritter & Filhos. Por causa de problemas com o pai, fugiu de casa aos 14 anos, acompanhando um circo, onde trabalhou como mágico. Depois de algum tempo, ficou doente e foi deixado em um hospital em Rio Novo, em 1898.  Curado, usa sua experiência na cervejaria, sendo empregado, na mesma cidade na fábrica de cerveja de Frederico Pavel. No ano seguinte transfere-se para São Paulo, onde trabalha na Cervejaria Bavária por dois anos.
Em 1901 faz as pazes com o pai e parte para a Europa para uma série de estágios e cursos que incluiu cursos de mestre-cervejeiro na Alemanha. Retornou a Porto Alegre, por volta de 1904 e iniciou uma nova fase de expansão do negócio, sendo construída uma nova fábrica e investido na aquisição de máquinas e equipamentos mais modernos.
Em 1907 casa-se com Olga Becker. Em 1918 abandona a cervejaria, compra terras em Cachoeirinha, onde logo abre uma empresa de alimentos, que daria origem a Indústrias de Conservas Ritter Ltda, onde trabalha até seu falecimento em 1951.